# Председатель Палестинского законодательного совета
Председатель Палестинского законодательного совета — одна из высших государственных должностей Палестинской национальной администрации. 
Председатель Палестинского законодательного совета исполняет обязанности председателя Палестинской национальной администрации, если последний не может исполнять свои обязанности. Согласно палестинскому законодательству, временный президент исполняет обязанности в течение шестидесяти дней до проведения выборов. 